# Martín Benítez
Martín Nicolás Benítez (* 17. Juni 1994 in Posadas) ist ein argentinischer Fußballspieler, der als Leihspieler vom CA Independiente bei América Mineiro unter Vertrag steht. Der Flügelstürmer ist ehemaliger U17-Nationalspieler.

## Karriere

### Verein
Martín Benítez begann mit dem Fußballspielen beim Amateurverein The Picada. Der talentierte Benítez wurde von Scouts des Spitzenvereins Boca Juniors entdeckt und bekam ein Probetraining angeboten. Nachdem das Vorspielen ausgefallen war, verfiel Benítez in Depressionen und beendete seine Karriere vorzeitig. Seine Familie brachte ihn letztendlich zurück zum Fußball und er wechselte in die Jugendabteilung des CA Independiente. Im Oktober 2011 rückte er in die erste Mannschaft der von Ramón Díaz trainierten Rojos auf. Benítez debütierte am 19. November 2011 (15. Spieltag der Apertura) bei den Profis, als er beim 3:0-Heimsieg über Olimpo de Bahía Blanca in der Schlussphase für Leonel Núñez eingewechselt wurde. Seinen ersten Treffer erzielte er am 4. Dezember (19. Spieltag der Apertura) beim 1:1 gegen die Newell’s Old Boys. In seiner ersten Saison 2011/12 absolvierte er zehn Ligaspiele, in denen er einen Torerfolg verbuchen konnte. Auch in der nächsten Spielzeit 2012/13 bestritt er 10 Ligaspiele, musste mit dem Traditionsverein aber erstmals in der Vereinshistorie den Abstieg in die zweitklassige Primera B Nacional antreten. Dem Verein gelang in der Saison 2013/14 der sofortige Wiederaufstieg und Benítez kam dabei erneut in zehn Spielen zum Einsatz.
In der ein halbes Jahr andauernden Übergangssaison beim Wechsel zur Jahressaison kam Benítez in acht Ligaspielen zum Einsatz. Der endgültige Durchbruch gelang ihm im Spieljahr 2015, in der er sich erstmals in der Startformation etablierte. Am 12. Juli 2015 (16. Spieltag) erzielte er beim 3:1-Heimsieg gegen Olimpo de Bahía Blanca einen Doppelpack. Er sammelte in dieser Spielzeit in 26 Ligaeinsätzen 12 Torbeteiligungen (sieben Tore und fünf Vorlagen). Im Spieljahr 2015, welches aufgrund des Wechsels zum europäischen System nur von Februar bis Mai 2015 andauerte, erzielte Benítez in 14 Ligaspielen zwei Tore und bereitete einen weiteren Treffer vor. In der Saison 2016/17 gelangen dem Flügelspieler in 26 Ligaeinsätzen nur ein Tor und drei Vorlagen. Im Dezember 2017 gewann er mit Independiente die Copa Sudamericana. In dieser Spielzeit 2017/18 erzielte er in 20 Ligaspielen sechs Tore und assistierte bei zwei weiteren Treffern. Die Saison 2018/19 beendete der Offensivmann mit drei Toren und einer Vorlage, welche er in 19 Ligaspielen sammeln konnte. In der Saison 2019/20 rutschte Benítez immer weiter aus der Startelf und machte bis Mitte Februar 2020 nur 12 Ligaspiele, in denen er ohne eine einzige Torbeteiligung blieb.
Am 27. Februar 2020 wechselte Benítez auf Leihbasis für das gesamte Spieljahr 2020 zum brasilianischen Erstligisten CR Vasco da Gama. Sein Debüt verzögerte sich aufgrund der COVID-19-Pandemie um mehrere Monate. Sein erstes Tor gelang ihm am 5. Oktober 2020 (13. Spieltag) bei der 1:4-Auswärtsniederlage gegen Atlético Mineiro. Für Vasco absolvierte er in dieser Saison 17 Ligaspiele, in denen ihm ein Treffer und eine Vorlage gelangen.
Mitte Januar 2021 wurde bekanntgegeben, dass Benítez bis Juni 2021 erneut auf Leihbasis zum CR Vasco da Gama stößt. Bereits zwei Monate später wurde diese Vereinbarung gelöst, ohne dass er in einem Pflichtspiel für den Verein aus Rio de Janeiro auf dem Platz gestanden war. Damit war es für ihn möglich in einem weiteren Leihgeschäft  zum Ligakonkurrenten FC São Paulo zu wechseln. Sein erstes Tor für die Tricolor gelang ihm am 21. April 2021 beim 3:0-Copa-Libertadores-Sieg gegen Sporting Cristal.
Nach der Rückkehr aus São Paulo wurde er im Winter 2021/22 für ein halbes Jahr an Grêmio Porto Alegre verliehen und im Anschluss daran erneut für ein halbes Jahr an América Mineiro.

### Nationalmannschaft
Benítez nahm mit der U17-Nationalmannschaft an der U17-Südamerikameisterschaft 2011 und der U17-Weltmeisterschaft 2011 teil und kam bei beiden Turnieren auf zwei Tore in sieben Spielen.

## Erfolge
CA Independiente
- Copa Sudamericana: 2017
- Copa Suruga Bank: 2018

Grêmio FBPA
- Staatsmeisterschaft von Rio Grande do Sul: 2022

## Auszeichnungen
- Bola de Prata: 2020 – schönstes Tor[27]